# Botanka Shōhaku
Botanka Shōhaku,  (肖柏??) (1443 – 1527), è stato un poeta giapponese.

## Biografia
Discepolo di Sōgi (1421-1502), Shōhaku si dimostrò uno dei più apprezzati autori di 'poesie a catena o collaborative' chiamate renga, diffuse nel periodo Muromachi.
Queste erano in origine realizzate da più poeti, i quali dettavano a turno un certo numero di versi riguardanti un argomento scelto in precedenza.
Su incarico dell'imperatore Go-Kashiwabara (1464-1526), Shōhaku fissò la forma definitiva del renga, stabilendo il numero dei versi e degli emistichi.
Firmò le sue opere anche con i seguenti soprannomi: Muan (夢 庵), Botange (牡丹 花) e Rōkaken (弄 花 軒).
Shōhaku compose nel 1488 a Minase con il suo maestro, il poeta e il monaco buddhista Sōgi e Sōchō, un altro allievo di Sōgi, la collezione di renga intitolata Minase sangin hyakuin, considerata una delle più apprezzate opere del genere renga.
Shōhaku scrisse anche un commento su Ise monogatari (Racconti di Ise), intitolato Ise monogatari shōbunshō e un trattato accademico sulla poesia renga, Shōhaku kōden.
Shōhaku si caratterizzò per il suo carattere estroso: di lui si racconta che compisse lunghi viaggi cavalcando un bue e che componesse le sue opere lungo il cammino.
Inoltre era di una famiglia aristocratica, amava la peonia, l'incenso e il sake e aveva uno stile di vita elegante.
Infine aveva un gusto raffinato, studiava molto, conosceva molto bene i classici e godeva della fiducia dell'imperatore.

## Opere
- Minase sangin hyakuin;
- Ise monogatari shōbunshō;
- Shōhaku kōden.